# Pieczęć stanowa Missouri

Pieczęć stanowa Missouri

Pieczęć stanowa Missouri przedstawia tarczę (na wzór brytyjski) trzymaną przez dwa niedźwiedzie. Na pasku dewiza United we stand, divided we fall (pol. Zjednoczeni wytrwamy, podzieleni upadniemy). Pod tarczą wstęga z dewizą "Salus populi suprema lex esta" (pol. Dobro ludu najwyższym prawem). Poniżej data 1820 cyframi rzymskimi.
Dwadzieścia cztery gwiazdy upamiętniają fakt, że Missouri było dwudziestym czwartym stanem przyjętym do Unii. Niedźwiedzie symbolizują rozmiary i siłę stanu. Herb państwowy oznacza przynależność do Unii, a półksiężyc to symbol nowego stanu, drugiego na terenie Luizjany. Napis głosi: Wielka pieczęć Missouri.